# Irina Fetecău
Irina Fetecău (* 17. April 1996) ist eine rumänische Tennisspielerin.

## Karriere
Fetecău begann mit fünf Jahren das Tennisspielen und spielt überwiegend Turniere auf der ITF Women’s World Tennis Tour, bei der sie bislang drei Titel im Einzel und vier im Doppel gewinnen konnte.
Ihr Debüt auf der WTA Tour gab sie 2015 bei den BRD Bucharest Open, als sie eine Wildcard für die Qualifikation erhielt.
In der 2. Tennis-Bundesliga spielte sie 2016 für den Braunschweiger THC und 2019 für den Marienburger SC.
Nach einem positiven Dopingtest wurde sie 2025 für zehn Monate gesperrt.

## Turniersiege

### Einzel
| Nr. | Datum             | Turnier       | Kategorie   | Belag     | Finalgegnerin      | Ergebnis     |
| --- | ----------------- | ------------- | ----------- | --------- | ------------------ | ------------ |
| 1.  | 29. April 2018    | Kairo         | ITF $15.000 | Sand      | Charlotte Roemer   | 6:1, 6:1     |
| 2.  | 9. Februar 2020   | Nonthaburi    | ITF W25     | Hartplatz | Patricia Maria Țig | 6:3, Aufgabe |
| 3.  | 14. November 2021 | Daytona Beach | ITF W25     | Sand      | Alycia Parks       | 6:1, 6:2     |

### Doppel
| Nr. | Datum              | Turnier    | Kategorie   | Belag | Partnerin       | Finalgegnerinnen              | Ergebnis          |
| --- | ------------------ | ---------- | ----------- | ----- | --------------- | ----------------------------- | ----------------- |
| 1.  | 29. April 2017     | Kairo      | ITF $15.000 | Sand  | Anna Slováková  | Mariam Bolkwadse Margaux Bovy | 7:62, 2:6 [10:5]  |
| 2.  | 30. März 2018      | Canberra   | ITF $25.000 | Sand  | Kaylah McPhee   | Pia König Michika Ozeki       | 6:1, 4:6, [10:5]  |
| 3.  | 1. Juli 2018       | Stuttgart  | ITF $25.000 | Sand  | Aymet Uzcátegui | Anita Husarić Tammi Patterson | 6:2, 3:6, [10:4]  |
| 4.  | 14. September 2019 | St. Pölten | ITF W25     | Sand  | Panna Udvardy   | Anna Bondár Réka Luca Jani    | 7:65, 0:6, [11:9] |